# Zeuxippos (Sohn des Eumelos)
Zeuxippos (altgriechisch Ζεύξιππος Zeúxippos) ist eine Gestalt der griechischen Mythologie.
Zeuxippos war der Sohn des Eumelos, des Königs von Pherai in Thessalien, der elf Schiffe von Pherai und Iolkos in den Trojanischen Krieg führte. Über seinen Sohn Harmenios war er Großvater der Henioche, die die Mutter des Melanthos war. Melanthos aber war der Begründer der mythischen Königsdynastie der Melanthiden in Athen, die die lange Herrschaft der Kekropiden beendeten.